# 함박꽃나무
함박꽃나무는 목련과의 큰키나무로, 조선민주주의공화국의 국화이다.

## 이름
조선민주주의공화국에서는 이 나무를 목란(木蘭)이라고 부르는데, 이는 1964년 5월 황해북도의 한 휴양소에 머물고 있던 김일성 주석이 "이처럼 좋은 꽃나무를 보고 (이 나무를) 그저 '함박꽃나무'라는 이름부른다는 것은 어딘가 좀 아쉬운 감이 있다. 내 생각에는 이 꽃나무의 이름을 '목란'(木蘭)이라고 부르는 것이 좋겠다"고 말한 데서 유래된 것이다. 목란은 "나무에 피는 난(蘭)"을 뜻한다.

## 생태
한국, 일본, 중국 등지에 분포하는 낙엽소교목으로 산목련이라고도 한다. 높이는 4m~6m 정도에 이르며, 나무껍질은 회백색을 띤다. 두껍고 질긴 달걀 모양의 잎은 어긋나며, 잎 가장자리가 밋밋하다. 향기로운 꽃은 5~6월에 잎이 나온 뒤 아래를 향해 핀다. 꽃자루는 길이가 5cm 정도로 털이 있고, 흰색을 띠는 꽃잎은 모두 여섯 장이다. 꽃밥과 수술대는 붉은빛이 도는 갈색을 띤다. 열매는 9~10월에 익으며 다 익으면 흰색 실에 매달린 붉은색 씨가 터져 나온다. 개울가에서 잘 자라며 관상수(나무)로 많이 심는다. 솔직히 그냥 목련이라 봐도 된다. 참고로, 한방에서는 천녀목란이라고도 하며 꽃봉오리는 윤폐지해에 효능이 있고 담중대혈을 치료하는데 약으로 쓰인다.

## 참고 문헌
- 이 문서에는 다음커뮤니케이션(현 카카오)에서 GFDL 또는 CC-SA 라이선스로 배포한 글로벌 세계대백과사전의 내용을 기초로 작성된 글이 포함되어 있습니다.